# Атри (город)
А́три (итал. Atri) — город в современной Италии, на расстоянии 7 километров от Адриатического моря, расположен в регионе Абруццо, подчинён административному центру Терамо.
Население города составляет 11 286 человек (на 31 декабря 2004 года), плотность населения составляет 123,73 чел./км². Занимает площадь 92,29 км². Почтовый индекс — 64032. Телефонный код — 00085. Атри, вероятно, этрусского происхождения, считается родиной императора Адриана.

## История
Покровительницей города почитается Святая Репарата из Кесарии Палестинской (Santa Reparata di Cesarea di Palestina). Праздник города ежегодно празднуется на восьмой день после Пасхи.
Ранее, на 1880 год, в общине проживало 10 487 жителей, имелось: прекрасный готический собор, шелковые фабрики, мыловаренные заводы и другое. Город был местопребыванием епископа. На 1907 год было 13 500 жителей.
В древности город принадлежал области Пиценуме (Пицене), был известен под названием Адрия или Атрия (лат. Adria или Atria).